# Medaile prezidenta Slovenské republiky
Medaile prezidenta Slovenské republiky je státní vyznamenání zřízené zákonem č. 522/2008 Z. z. o vyznamenáních Slovenské republiky. Jako jediná ze slovenských státních vyznamenání nemá medaile druhy ani třídy. Medaili uděluje prezident republiky na návrh Vlády nebo Národní rady, může ji však udělit i bez návrhu na základě vlastního uvážení.
Mezi držitele tohoto ocenění patří například režisérka Agnieszka Hollandová (za rozvoj kultury) nebo Josef Kaufman (veterán z Druhé světové války).

## Vznik
První medaili prezidenta Slovenské republiky založil prezident Rudolf Schuster v roce 2001, avšak bez opory v zákoně. Oficiální ukotvení proběhlo za prezidentského mandátu prezidenta Ivana Gašparoviče v roce 2008, změnou zákona o státních vyznamenáních. 

Stuha Medaile prezidenta Slovenské republiky v letech 2001 až 2008

## Udělení
Medaile je udělována občanům Slovenska, kteří se zasloužili o šíření dobrého jména Slovenska v zahraničí nebo za zásluhy v oblasti obrany, bezpečnosti, státní správy, vědy, školství, kultury, umění nebo sportu. Lze ji udělit také za záchranu života.
Medaili je možné udělit i kolektivu osob. V takovém případě ji přebírá vybraný zástupce. Výjimečně také vojenským útvarům, nebo občanům jiného státu.